# Cooke Crags
Die Cooke Crags sind rund 1500 m hohe Felsenkliffs im westantarktischen Queen Elizabeth Land. In der Forrestal Range der Pensacola Mountains ragen sie aus einem Eishang zwischen dem Henderson Bluff und dem Mount Lechner auf der Westseite des Lexington Table auf.
Der United States Geological Survey (USGS) kartierte dieses Gebiet anhand von Vermessungen und Luftaufnahmen der United States Navy zwischen 1956 und 1966. Das Advisory Committee on Antarctic Names benannte die Kliffs 1979 nach dem Geophysiker James E. Cook vom USGS, der zwischen 1978 und 1979 in der Forrestal Range und im Dufek-Massiv tätig war.